# Internationale Cricket-Saison 1946
Die internationale Cricket-Saison 1946 fand zwischen Mai 1946 und September 1946 statt. Als Sommersaison wurden vorwiegend Heimspiele der Mannschaften aus Europa ausgetragen. Nach dem Ende des Zweiten Weltkriegs im Jahr zuvor wurde in dieser Saison auch in England Wettbewerbs-Cricket wieder aufgenommen.

## Überblick

### Internationale Touren
| Beginn        | Heimteam | Auswärtsteam | Resultate | Artikel |
| Beginn        | Heimteam | Auswärtsteam | Test      | Artikel |
| ------------- | -------- | ------------ | --------- | ------- |
| 22. Juni 1946 | England  | Indien       | 1–0 [3]   | Artikel |

## Nationale Meisterschaften
Aufgeführt sind die nationalen Meisterschaften der Full Member des ICC.
| Land    | First-Class              |
| ------- | ------------------------ |
| England | County Championship 1946 |